# Berd
Berd je rijeka u Rusiji. Prvih 30 km teče kroz Altajski kraj, a ostatak kroz Novosibirsku oblast. Desna je pritoka Oba.

## Vanjske poveznice
|  | Zajednički poslužitelj ima još gradiva o temi Berd |